# Gare de Beuvry-les-Orchies
Ne doit pas être confondu avec Gare de Beuvry (Pas-de-Calais).
La gare de Beuvry-les-Orchies était une gare ferroviaire française de la ligne de Somain à Halluin située sur la commune de Beuvry-la-Forêt dans le département du Nord en région Hauts-de-France.

## Situation ferroviaire
Établie à 21 mètres d'altitude, la gare de Beuvry-les-Orchies était située au point kilométrique (PK) 242,419 de la ligne de Somain à Halluin, entre les gares de Marchiennes (fermée) et d'Orchies.

## Histoire
La Compagnie des chemins de fer du Nord-Est a présenté le projet détaillé de la halte de Beuvry, située sur la section de Somain à Orchies de sa concession de Somain à Tourcoing, soumis le 8 juillet à l'approbation du Ministre des travaux publics il est approuvé le 14 octobre 1874 par décision ministérielle.

## Service des voyageurs
Gare fermée.